# Team Wellington
El Team Wellington és un club de futbol neozelandès de Wellington. L'equip participa en el Campionat de Futbol de Nova Zelanda o ASB Premiership i l'estadi local és el Newtown Park, però ocasionalment juga a més al David Farrington Park.

## Història

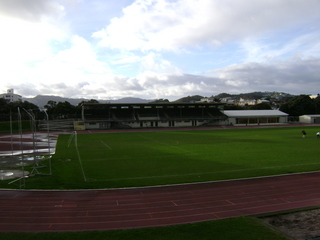
Newtown Park, l'estadi on juga el Team Wellington

Team Wellington va ser fundat el 2004 per un consorci d'equips semiprofessionals de Wellington per a poder competir en el Campionat de Futbol de Nova Zelanda. L'uniforme era groc amb pantalons negres, aquests colors essent els colors esportius tradicionals de la regió de Wellington.
En la temporada inaugural del Campionat de Futbol de Nova Zelanda, el Team Wellington jugà pitjor del que estava previst, ja que acabà sisè. Van millorar en la temporada següent, acabant en quart lloc. En la temporada 2006-07 el club acabà 5è.
La temporada 2007-08 l'A-League australiana va crear una franquícia a Wellington, el Wellington Phoenix. Els Phoenix ràpidament crearen una aliança estratègica amb el Team Wellington, el qual els ajudà a acabar en tercer lloc. Aquella temporada el Team Wellington canvià la seva samarreta a una amb tires negres en lloc de tota groga.
En les temporades següents anà variant el rendiment dels de la capital quedant quarts en la temporada 2008-09 i tercers en les temporades 2009-10 i 2010-11.
La temporada 2011-12 el Team Wellington participà en la primera edició de la Copa White Ribbon. En el torneig el club va guanyar en la fase de grups el seu grup. D'aquesta manera va passar a la final, on s'enfrontaria amb el Waikato FC. La final va ser disputada l'1 d'abril i hi va guanyar el Team Wellington contundentment amb un marcador reflectint un 6 a 1. En la mateixa temporada però en l'ASB Premiership 2011-12, el club va jugar consistentment en la temporada quedant en quarta posició al final.

## Jugadors actuals
Plantilla confirmada com a la plantilla 2012-13.
| N. | Pos. | Nac. | Jugador           |
| -- | ---- | --- | ----------------- |
| 1  | POR  | [[Fitxer:Flag of New Zealand.svg\|23x15px\|border \|alt=Nova Zelanda\|link=Selecció de futbol de Nova Zelanda\|{{#if:\|]]     | Scott Basalaj     |
| 2  | DEF  | [[Fitxer:Flag of New Zealand.svg\|23x15px\|border \|alt=Nova Zelanda\|link=Selecció de futbol de Nova Zelanda\|{{#if:\|]]     | Tim Schaeffers    |
| 3  | DEF  | [[Fitxer:Flag of New Zealand.svg\|23x15px\|border \|alt=Nova Zelanda\|link=Selecció de futbol de Nova Zelanda\|{{#if:\|]]     | Jamie Duncan      |
| 4  | MIG  | [[Fitxer:Flag of New Zealand.svg\|23x15px\|border \|alt=Nova Zelanda\|link=Selecció de futbol de Nova Zelanda\|{{#if:\|]]     | Darren Cheriton   |
| 5  | DEF  | [[Fitxer:Flag of Denmark.svg\|23x15px\|border \|alt=Dinamarca\|link=Selecció de futbol de Dinamarca\|{{#if:\|]]               | Andreas Damgaard  |
| 6  | DEF  | [[Fitxer:Flag of New Zealand.svg\|23x15px\|border \|alt=Nova Zelanda\|link=Selecció de futbol de Nova Zelanda\|{{#if:\|]]     | Kyle Segebart     |
| 7  | MIG  | [[Fitxer:Flag of New Zealand.svg\|23x15px\|border \|alt=Nova Zelanda\|link=Selecció de futbol de Nova Zelanda\|{{#if:\|]]     | Wiremu Patrick    |
| 8  | MIG  | [[Fitxer:Flag of New Zealand.svg\|23x15px\|border \|alt=Nova Zelanda\|link=Selecció de futbol de Nova Zelanda\|{{#if:\|]]     | Adam McGeorge     |
| 9  | MIG  | [[Fitxer:Flag of New Zealand.svg\|23x15px\|border \|alt=Nova Zelanda\|link=Selecció de futbol de Nova Zelanda\|{{#if:\|]]     | Cory Chettleburgh |
| 10 | MIG  | [[Fitxer:Flag of the Solomon Islands.svg\|23x15px\|border \|alt=Salomó (estat)\|link=Selecció de futbol de Salomó\|{{#if:\|]] | Henry Fa'arodo    |
| 11 | DAV  | [[Fitxer:Flag of Denmark.svg\|23x15px\|border \|alt=Dinamarca\|link=Selecció de futbol de Dinamarca\|{{#if:\|]]               | Karsten Viborg    |
| 13 | DEF  | [[Fitxer:Flag of New Zealand.svg\|23x15px\|border \|alt=Nova Zelanda\|link=Selecció de futbol de Nova Zelanda\|{{#if:\|]]     | Karl Whalen (c)   |
| 14 | DAV  | [[Fitxer:Flag of New Zealand.svg\|23x15px\|border \|alt=Nova Zelanda\|link=Selecció de futbol de Nova Zelanda\|{{#if:\|]]     | Dominic Rowe      |
| 15 | DAV  | [[Fitxer:Flag of Costa Rica.svg\|23x15px\|border \|alt=Costa Rica\|link=Selecció de futbol de Costa Rica\|{{#if:\|]]          | Luis Corrales     |

| N. | Pos. | Nac. | Jugador        |
| -- | ---- | --- | -------------- |
| 16 | MIG  | [[Fitxer:Flag of New Zealand.svg\|23x15px\|border \|alt=Nova Zelanda\|link=Selecció de futbol de Nova Zelanda\|{{#if:\|]]     | Jimmy Haidakis |
| 17 | DAV  | [[Fitxer:Flag of the Solomon Islands.svg\|23x15px\|border \|alt=Salomó (estat)\|link=Selecció de futbol de Salomó\|{{#if:\|]] | Andrew Abba    |
| 18 | MIG  | [[Fitxer:Flag of New Zealand.svg\|23x15px\|border \|alt=Nova Zelanda\|link=Selecció de futbol de Nova Zelanda\|{{#if:\|]]     | Tom Doyle      |
| 19 | MIG  | [[Fitxer:Flag of Germany.svg\|23x15px\|border \|alt=Alemanya\|link=Selecció de futbol d'Alemanya\|{{#if:\|]]                  | Tobias Bertsch |
| 20 | DEF  | [[Fitxer:Flag of New Zealand.svg\|23x15px\|border \|alt=Nova Zelanda\|link=Selecció de futbol de Nova Zelanda\|{{#if:\|]]     | Luke Rowe      |
| 21 | MIG  | [[Fitxer:Flag of New Zealand.svg\|23x15px\|border \|alt=Nova Zelanda\|link=Selecció de futbol de Nova Zelanda\|{{#if:\|]]     | Justin Gulley  |
| 22 | DAV  | [[Fitxer:Flag of New Zealand.svg\|23x15px\|border \|alt=Nova Zelanda\|link=Selecció de futbol de Nova Zelanda\|{{#if:\|]]     | Hamish Watson  |
| 23 | MIG  | [[Fitxer:Flag of New Zealand.svg\|23x15px\|border \|alt=Nova Zelanda\|link=Selecció de futbol de Nova Zelanda\|{{#if:\|]]     | Tom Biss       |
| 24 | DEF  | [[Fitxer:Flag of New Zealand.svg\|23x15px\|border \|alt=Nova Zelanda\|link=Selecció de futbol de Nova Zelanda\|{{#if:\|]]     | Alec Solomons  |
| 25 | POR  | [[Fitxer:Flag of Wales 2.svg\|23x15px\|border \|alt=Gal·les\|link=Selecció de futbol de Gal·les\|{{#if:\|]]                   | Will Jones     |
| —  | POR  | [[Fitxer:Flag of England.svg\|23x15px\|border \|alt=Anglaterra\|link=Selecció de futbol d'Anglaterra\|{{#if:\|]]              | Phil Imray     |
| —  | DAV  | [[Fitxer:Flag of England.svg\|23x15px\|border \|alt=Anglaterra\|link=Selecció de futbol d'Anglaterra\|{{#if:\|]]              | Paul Ryder     |
| —  | DEF  | [[Fitxer:Flag of New Zealand.svg\|23x15px\|border \|alt=Nova Zelanda\|link=Selecció de futbol de Nova Zelanda\|{{#if:\|]]     | Adam Thomas    |

## Palmarès
- Copa White Ribbon (1): 2011-12.